# Fabrice Fernandes
Fabrice Fernandes (n. 29 octombrie 1979, Aubervilliers, Franța) a fost un fotbalist francez care și-a terminat cariera la Le Havre.